# Jari Ketomaa
Jari Ketomaa (1979. április 18. –) finn autóversenyző, rendszeres résztvevője a rali versenyeknek.

## Pályafutása

### Rali-világbajnokság
Ketomaa a 2000-es finn-ralin mutatkozott be, ezen a versenyen nem ért célba. 2001-ben ugyanígy járt. 2002-ben a svéd-ralin először ért célba, 30. lett. Ám hazája futamán még mindig nem jutott el a célig. Ketomaa öt év múlva versenyzett újra a vb-n. Csak a finn-ralin vett részt, kiesett. 2008-ban Svédországban és Argentínában a 10. helyen ért célba, azonban pontot még mindig nem tudott szerezni. Finnországban 16., Új-Zélandon 15., Walesben 17. lett. 2009-ben hazája futamán 7.-ként intették le, ezzel eddigi legjobb eredményét érte el és a bajnokságban 17.-ként zárt. A következő évben Új-Zélandon 8., Japánban 9. lett (a bajnokságban pedig 13). 2012-ben már egy Ford Fiesta WRC-vel áll rajthoz. Jelenleg két pontja van és a bajnokság 21. helyén áll. Navigátora Mika Stenberg.